# Obama (stad)

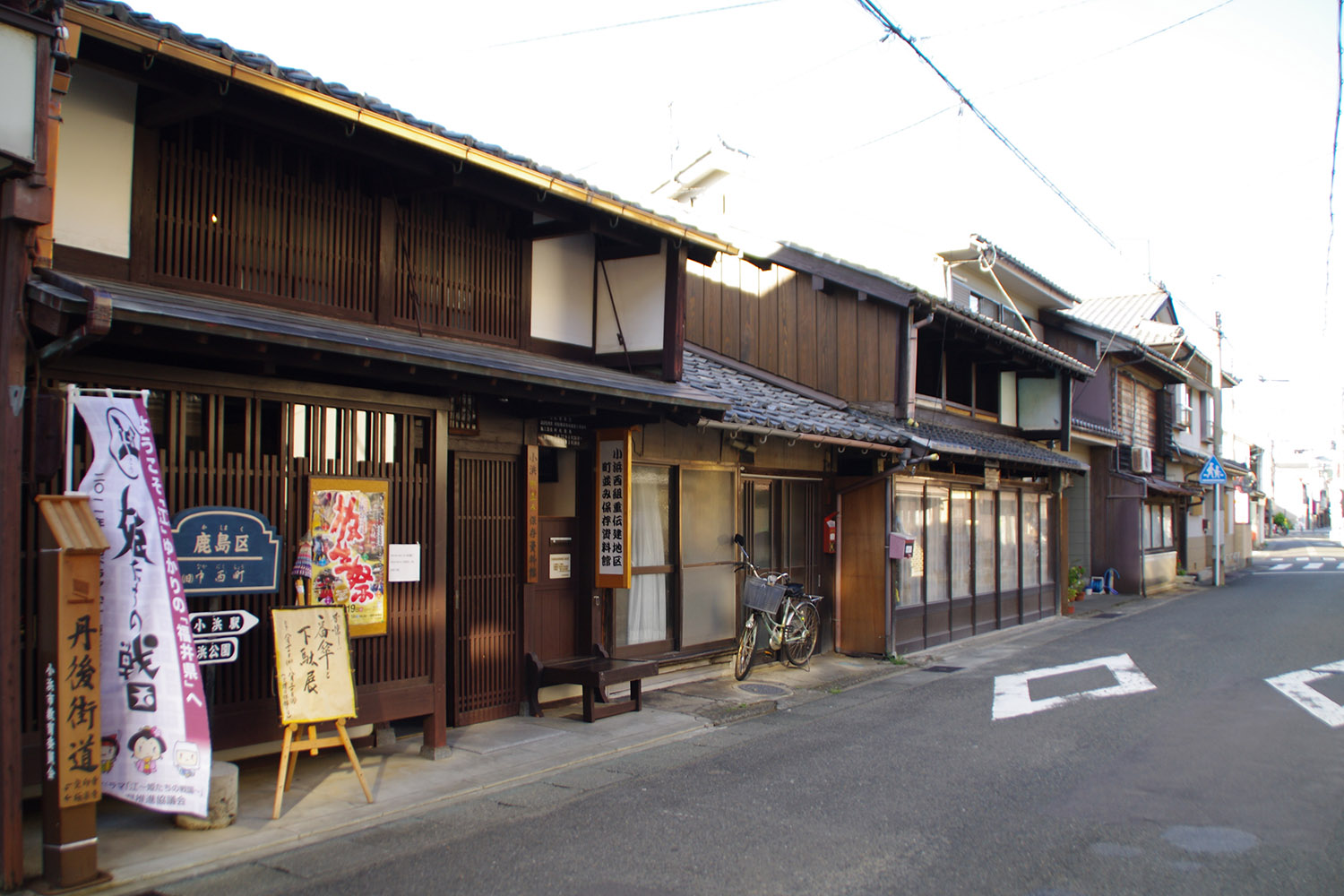
Traditionell bebyggelse i Obama.

Obama (小浜市 Obama-shi?) är en stad i Fukui prefektur i Japan. Obama fick stadsrättigheter 30 mars 1951.